# Intonation prosodique
Pour les articles homonymes, voir Intonation.
En prosodie, le terme « intonation » a plusieurs acceptions. Certaines diffèrent par la nature du segment de la chaîne parlée auquel elles se réfèrent. Dans un sens large, l’intonation concerne le niveau de hauteur du phone (c’est-à-dire du son au sens phonétique) ou la variation de cette hauteur dans le noyau de la syllabe, ayant une fonction sémantique au niveau du mot, ainsi que la variation de la hauteur des phones au niveau de segments plus grands que le mot, c’est-à-dire le syntagme, la phrase simple, la proposition et la phrase complexe. Dans un sens restreint, le terme « intonation » est utilisé seulement se rapportant aux segments plus grands que le mot,. Ceux qui l’utilisent dans ce sens restreint appellent « ton » la variation de la hauteur du phone du noyau de la syllabe, en rapport avec les langues à tons, où ceux-ci ont un rôle important dans l’expression des sens lexicaux et grammaticaux des mots.
Le terme « intonation » dans son sens restreint a à son tour plusieurs définitions, en fonction de ce qu’on considère comme les composants de l’intonation.

## Composants de l’intonation
Selon certains auteurs, l’intonation est composée de trois éléments: l’accent (souvent accompagné d’une augmentation de l’intensité sonore du phone), la hauteur des phones et la pause entre les unités linguistiques.
D’après Čirgić 2010, les paramètres de l’intonation sont la mélodie de la phrase, l’accent le plus fort dans la phrase, qui tombe sur un mot de son rhème, et la pause.
Pour d’autres auteurs, par exemple Barić 1997, l’intonation est la ligne mélodique de la phrase, l’accent dans le sens de la définition précédente et la pause étant considérés comme des éléments prosodiques à part. Tous ces trois éléments remplissent ensemble des fonctions pragmatiques et syntaxiques pour exprimer des sens qui ne pourraient pas être exprimés sans eux, ou qui participent à leur expression en association avec des moyens grammaticaux.
La mélodie, terme de musique, c’est-à-dire l’intonation dans le sens de la définition précédente, est la ligne donnée par la variation de la hauteur des phones du syntagme ou de la phrase. Certains auteurs précisent les composants de l’intonation considérée dans ce sens, qui seraient selon certains au nombre de trois, selon d’autres – de quatre :
Le niveau de hauteur du phone est donné principalement par la fréquence de vibration des cordes vocales, mais aussi par leur tension, qui dépend de ce que le phone est accentué ou non. Plus la fréquence des vibrations est grande et plus l’accent est fort, plus le son est haut. Certains auteurs distinguent trois niveaux : grave, médium et haut,. D’autres y ajoutent un quatrième niveau, aigu (le plus élevé). Le niveau dépend de facteurs individuels aussi. Généralement, chez les hommes il est plus grave, chez les femmes et les enfants – plus haut. Un autre facteur individuel est la nature de l’individu : chez les gens la plupart du temps sérieux, le niveau est plus grave que chez les gens plutôt gais.
L’intervalle entre les sons est leur différence de hauteur. Il peut être très large (plus de 60 %), large (40-60 %), moyen (20-40 %), étroit (10-20 %) ou très étroit (moins de 10 %). Les intervalles peuvent être influencés par l’état d’âme de l’individu : un état vif implique des intervalles plus grand qu’un état morose, qui donne à l’intonation un caractère monotone.
La direction de l’intonation existe à chaque niveau de hauteur. Il y a trois types principaux d’intonation de ce point de vue : ascendante, descendante et uniforme. Il résulte deux types secondaires du fait que les premières intonations peuvent être brusquement ascendante, respectivement brusquement descendante. Les directions brusques sont associées à un intervalle plus large et les ordinaires à un intervalle plus étroit. Il y a aussi des directions composées : ascendante-descendante, descendante-ascendante, accendante-uniforme-descendante, etc., y compris avec leurs variantes brusques.
Certains auteurs ajoutent un quatrième composant, la courbe mélodique de l’intonation, qui peut être concave ou convexe.

## Fonctions de l’intonation
L’intonation a des fonctions pragmatiques (appelées aussi communicatives) et syntaxiques. La même fonction peut être remplie avec des traits de l’intonation différents d’une langue à l’autre. Ainsi, dans les langues possédant des tons lexicaux, diverses stratégies de coexistence entre tons et intonation sont observées.

### Fonctions pragmatiques
Concernant le français, par exemple, sur la base du dialogue
| – Si ces œufs étaient frais, j’en prendrais. Qui les vend ? C’est bien toi, ma jolie ? – Évidemment, Monsieur ! – Allons donc ! Prouve-le-moi !, |

Pierre Delattre distingue dix intonations de base (Les niveaux sont notés 1, 2, 3 et 4, mais les courbes mélodiques ne sont pas rendues.):
| 4 |        |      |
| 3 |        | œufs |
| 2 | Si ces |      |
| 1 |        |      |

| 4 |   |        | frais, |
| 3 |   | taient |        |
| 2 | é |        |        |
| 1 |   |        |        |

| 4 |           |        |
| 3 |           |        |
| 2 | j’en pren |        |
| 1 |           | drais. |

| 4 | Qui |     |        |
| 3 |     |     |        |
| 2 |     | les |        |
| 1 |     |     | vend ? |

| 4 |       |      | toi, |
| 3 |       | bien |      |
| 2 | C’est |      |      |
| 1 |       |      |      |

| 4 | ma jolie ? |
| 3 |            |
| 2 |            |
| 1 |            |

| 4 |   |    | demment, |
| 3 |   | vi |          |
| 2 | É |    |          |
| 1 |   |    |          |

| 4 |            |
| 3 |            |
| 2 |            |
| 1 | Monsieur ! |

| 4 | A |       |        |
| 3 |   | llons |        |
| 2 |   |       |        |
| 1 |   |       | donc ! |

| 4 | Prouve- |     |       |
| 3 |         |     |       |
| 2 |         | le- |       |
| 1 |         |     | moi ! |

Tout d’abord, l’intonation distingue les types de phrases considérés selon le but de la communication, à savoir les énonciatives et les interrogatives. Elle distingue également les types de phrases considérés selon l’affectivité, c’est-à-dire selon l’attitude du locuteur par rapport à ce qu’il exprime, à savoir les exclamatives et les non exclamatives. Les types d’intonation qui les expriment sont considérés comme fondamentaux. En français, par exemple, ce sont, du point de vue de leur direction, les suivants :
- énonciative – ascendante dans une phrase brève (no 3, appelée « finalité » par Delattre) ;
- interrogative – ascendante dans une question totale (à laquelle on répond par « oui » ou par « non ») (no 5) ;
- exclamative, y compris impérative – brusquement descendante (no 9 et no 10).

L’interrogation exprimée par un moyen supplémentaire, grammatical, a une intonation différente du type fondamental, étant descendante Viens-tu avec moi ? (avec inversion) ou Est-ce que tu viens avec moi ? (avec formule interrogative).
Dans une autre langue, le hongrois, la phrase énonciative a une intonation légèrement descendante : A színházban voltál « Tu es allé(e) au théâtre ». La question totale a des intonations différentes selon qu’elle contient ou non une particule interrogative. Celle à particule a une intonation descendante : Vajon a színházban voltál?, Voltál-e a színházban? « Est-ce que tu es allé(e) au théâtre ? » L’intonation de celle sans particule est ascendante-brusquement descendante : A színházban voltál? « Tu es allé(e) au théâtre ? ».
Dans les langues du diasystème slave du centre-sud :
- La phrase énonciative a une intonation ascendante-descendante : Ivan će doći « Ivan viendra », Ivan će doći kad bude imao vremena « Ivan viendra quand il aura le temps ».
- La phrase interrogative sans mot interrogatif a une intonation ascendante : Ivan će doći?, Ivan će doći kad bude imao vremena?
- La phrase interrogative avec mot interrogatif a une intonation descendante : Ko će doći? « Qui viendra ? », Ko će doći kad bude imao vremena?
- La phrase exclamative aussi a une intonation descendante : Ivan će doći!, Ivan će doći kad bude imao vremena!

Du point de vue pragmatique également, l’intonation exprime divers sentiments : colère, indignation, étonnement, joie, prière, etc. (voir plus haut la phrase no 9).
Par l’intonation on peut aussi suggérer ce qu’on n’exprime pas directement. Par exemple, l’intonation peut faire qu’une phrase impérative comme Viens avec moi exprime un ordre neutre, une prière, une invitation ou un ordre menaçant. De même, une phrase interrogative telle Tu n’as pas acheté de chocolat ? peut être neutre ou exprimer en plus la surprise ou la déception, en fonction de certains traits de l’intonation. Une phrase énonciative aussi, comme Je n’ai pas encore terminé, peut impliquer par des nuances d’intonation : « Laissez-moi parler, si vous êtes poli », « Malheureusement, je n’ai pas réussi à terminer », « Je n’ai pas fini, ce n’est pas si simple, qu’est-ce que vous croyez ? » (ton indigné), « Il y a encore bien du travail, je le crains », « C’est plus difficile que je ne pensais » ou « Cela prendra le temps qu’il faudra, vous n’avez qu’à attendre ! »

### Fonctions syntaxiques
Ces fonctions de l’intonation se manifestent au niveau du syntagme, de la phrase simple et de la phrase complexe, en association avec l’accentuation et la pause.

#### Dans le syntagme et dans la phrase simple
En hongrois, par exemple, l’intonation et la pause ou l’absence de cette dernière indiquent quel nom est déterminé par une épithète, étant donné que dans cette langue, celle-ci ne s’accorde pas avec le nom :
- a hatalmas Budapesten található könyvtárak (avec intonation descendante, sans pause) « les bibliothèques se trouvant dans l’énorme Budapest » (hatalmas est l’épithète de Budapesten) vs.
- a hatalmas, Budapesten található könyvtárak (avec intonation ascendante – pause après hatalmas – descendante) « les bibliothèques énormes se trouvant à Budapest » (hatalmas est l’épithète de könyvtárak).

En français, dans la phrase simple à construction disloquée, les niveaux de hauteur des sons dans la partie placée à son début pour être mise en évidence, sont plus hauts que ceux du reste de la phrase : Il est pas mal, ce film.
En roumain, l’intonation et la pause distinguent parfois le sujet du complément d'objet direct : Își ajută părinții (S) copiii (COD) (intonation ascendante-descendante avec l’accent le plus fort, donc le niveau le plus haut de l’intonation, sur ajută) « Les parents aident leurs enfants » vs. Își ajută părinții (COD) copiii (S) (intonation ascendante-descendante avec l’accent le plus fort sur părinții) « Ils aident leurs parents, les enfants ».
En hongrois, dans les exemples ci-dessous, l’intonation contribue à distinguer le sujet du complément du nom non marqué par un suffixe, exprimant le possesseur :
- A Népszabadság kulturális mellékletében közli, hogy… (intonation ascendante – pause après A Népszabadság – descendate) « Le Népszabadság, dans son supplément culturel, annonce que… » (A Népszabadság est le sujet) vs.
- A Népszabadság kulturális mellékletében olvashatjuk, hogy… (intonation descendante sans pause) « Dans le supplément culturel du Népszabadság on peut lire que… » (A Népszabadság est complément).

L’intonation contribue également à délimiter les unités syntaxiques, en indiquant par un niveau plus haut que la phrase va continuer (no 1 et no 2 chez Delattre). C’est pareil après chaque élément d’une énumération, à l’exception du dernier : Pour faire une vinaigrette, il suffit de peu de choses : huile, vinaigre, sel, poivre.

#### Dans la phrase complexe
La fonction précédente est remplie dans la phrase complexe aussi : La semaine dernière, j’étais à Bruxelles, j’ai donné des cours, j’ai vu des collègues et bu de bonnes bières.
L’intonation et la pause expriment parfois la coordination ou la subordination entre propositions juxtaposées, sans qu’on puisse préciser duquel de ces rapports il s’agit. Ainsi, Cet homme est habile, il réussira, peut signifier « Cet homme est habile, aussi réussira-t-il », « Cet homme est habile et il réussira » ou « Cet homme réussira parce qu’il est habile ».
L’intonation encore, avec l’accentuation et la pause, délimite la proposition principale de la proposition subordonnée relative ou circonstantielle intercalée dans la principale, par un niveau sonore plus haut du dernier mot du premier fragment de la principale et du dernier mot de la subordonnée : La Finlande, où il y a beaucoup de lacs, est un pays idéal pour la pêche.
En roumain, par exemple, dans une phrase à propositions ayant un même sujet, l’intonation et la pause indiquent dans laquelle des propositions se trouve le sujet exprimé par un nom, celui-ci n’étant pas anticipé ni repris par un pronom personnel : Când a venit mama, s-a bucurat de ce a văzut « Quand maman est venue, elle s’est réjouie de ce qu’elle a vu » vs. Când a venit, mama s-a bucurat de ce a văzut « Quand elle est venue, maman s’est réjouie de ce qu’elle a vu ».
L’intonation peut distinguer les sens d’une phrase en provoquant ou non une rupture (une pause) entre la principale et la subordonnée : Il n’est pas parti parce qu’il avait peur (intonation ascendante ayant le niveau le plus haut sur pas, puis descendante jusqu’à la fin de la phrase, sans pause) vs. Il n’est pas parti, parce qu’il avait peur (intonation ascendante – pause après parti – descendante).

### Sources bibliographiques
- (hu) A. Jászó, Anna, « Hangtan » [« Phonétique et phonologie »], A. Jászó, Anna (dir.), A magyar nyelv könyve [« Le livre de la langue hongroise »], 8e édition, Budapest, Trezor, 2007  (ISBN 978-963-8144-19-5), p. 73-162 (consulté le 22 mai 2018)
- (ro) Avram, Mioara, Gramatica pentru toți [« Grammaire pour tous »], Bucarest, Humanitas, 1997  (ISBN 973-28-0769-5)
- (hr) Barić, Eugenija et al., Hrvatska gramatika [« Grammaire croate »], 2de édition revue, Zagreb, Školska knjiga, 1997  (ISBN 953-0-40010-1)
- (hu) Bolla, Kálmán, Magyar Fonetikai Kislexikon [« Glossaire hongrois de phonétique »], 2006 (consulté le 22 mai 2018)
- (cnr) Čirgić, Adnan ; Pranjković, Ivo ; Silić, Josip, Gramatika crnogorskoga jezika [« Grammaire du monténégrin »], Podgorica, Ministère de l’Enseignement et des Sciences du Monténégro, 2010,  (ISBN 978-9940-9052-6-2) (consulté le 22 mai 2018)
- (en) Crystal, David, A Dictionary of Linguistics and Phonetics [« Dictionnaire de linguistique et de phonétique »], 4e édition, Blackwell Publishing, 2008  (ISBN 978-1-4051-5296-9) (consulté le 10 novembre 2018)
- Dubois, Jean et al., Dictionnaire de linguistique, Paris, Larousse-Bordas/VUEF, 2002
- Delattre, Pierre, « Les dix intonations de base du français », The French Review, vol. 40, no 1, 1966, p. 1-14 (consulté le 22 mai 2018)
- (en) Eifring, Halvor et Theil, Rolf, Linguistics for Students of Asian and African Languages [« Linguistique pour les étudiants en langues asiatiques et africaines »], Université d’Oslo, 2005 (consulté le 22 mai 2018)
- (hu) Kálmán, László et Trón, Viktor, Bevezetés a nyelvtudományba [« Introduction à la linguistique »], 2de édition, augmentée, Budapest, Tinta, 2007  (ISBN 978-963-7094-65-1) (consulté le 22 mai 2018)
- Kalmbach, Jean-Michel, Phonétique et prononciation du français pour apprenants finnophones, version 1.1.9., Université de Jyväskylä (Finlande), 2013  (ISBN 978-951-39-4424-7) (consulté le 22 mai 2018)
- Michaud, Alexis, Nguyên, Minh-Châu et Scholvin, Vera, « L'intonation dans les langues tonales : des réflexions générales et deux études de cas », Études de linguistique appliquée (ELA), vol. 199, no 1,‎ 2021, p. 399-429 (DOI 10.3917/ela.204.0013, HAL halshs-03189736, lire en ligne  [PDF])